# نیوبرگ (اورگن)
نیوبرگ (به انگلیسی: Newberg) شهری در شهرستان یمهیل ایالت اورگن است و در سرشماری سال ۲۰۱۱ میلادی، ۲۲٬۰۶۸ نفر جمعیت داشته که نسبت به سال ۲۰۱۰، ۰٫۷۳ درصد رشد جمعیت داشته‌است.

## موقعیت جغرافیایی
موقعیت جغرافیایی شهرها و مناطق اطراف به شرح زیر است: